# Nanorrhinum hastatum
Nanorrhinum hastatum är en grobladsväxtart som först beskrevs av Robert Brown och George Bentham, och fick sitt nu gällande namn av Ghebr.. Nanorrhinum hastatum ingår i släktet Nanorrhinum och familjen grobladsväxter. Inga underarter finns listade i Catalogue of Life.